# Юнії
Юнії  (лат. Iunii) — патриціанський та заможний плебейський рід у Стародавньому Римі. Вів своє походження від богині Юнони та міфічного героя Енея. Представники цього роду із самого початку Республіки відігравали важливу роль, обіймали посади диктатора — 1 раз, начальників кінноти — 4 рази, консулів — 17 разів, цензорів — 3 рази. Когноменами Юніїв були: Брут, Блез, Сілан, Бубулк, Рустік, Пенн, Пера.

## Найвідоміші Юнії
- Марк Юній Брут, зять царя Луція Тарквінія Пріска.
- Луцій Юній Брут, перший консул Республіки у 509 році до н. е., організатор повалення влади царів.
- Децим Юній Брут Сцева, консул 325 року до н. е.
- Гай Юній Бубулк Брут, консул 317, 313, 311 років до н. е., диктатор 302 року до н. е., цензор 309 року до н. е.
- Луцій Юній Пулл, консул 249 року до н. е.
- Марк Юній Пера, консул 230 року до н. е., цензор 225 року до н. е., диктатор 216 року до н. е., учасник Другої пунічної війни.
- Марк Юній Брут, консул 178 року до н. е.
- Марк Юній Пенн, консул 167 року до н. е.
- Марк Юній Конг Гракхан, правник, письменник
- Марк Юній Брут, консул 109 року до н. е.. зазнав поразки від кімбрів
- Луцій Юній Дамасипп, прихильник Гая Марія.
- Децим Юній Брут, консул 77 року до н. е.
- Децим Юній Сілан, консул 62 року до н. е.
- Марк Юній Брут, претор 44 року до н. е., один з очільників заколоту проти Гая Юлія Цезаря.
- Децим Юній Брут Альбін, претор 48 року до н. е., учасник заколоту проти Гая Юлія Цезаря.
- Квінт Юній Блез, (33 до н. е. — 31) — консул-суффект 10 року
- Марк Юній Сілан, консул 15 року, друг імператора Тиберія.
- Гай Аппій Юній Сілан, консул 28 року, вітчим Мессаліни, дружини імператора Клавдія.
- Квінт Юній Блез, (д/н — 36) — консул-суффект 28 року
- Луцій Юній Галліон Аннеан, (до 4 до н. е. — 65) — державний діяч, сенатор, старший брат філософа Сенеки Молодшого.
- Децим Юній Ювенал, (близько 60 — бл. 132) — римський поет-сатирик.
- Луцій Юній Арулен Рустік, претор 69 року.
- Юній Блез, намісник Лугдунської Галлії, прихильник імператора Вітеллія.
- Марк Юній Меттій Руф, префект Єгипту часів імператора Доміціана.